# Vernon, Texas
Vernon là một thành phố thuộc quận Wilbarger, tiểu bang Texas, Hoa Kỳ. Năm 2010, dân số của xã này là 11002 người.

## Dân số
- Dân số năm 2000: 11660 người.
- Dân số năm 2010: 11002 người.